# Kačić
Els Kačić (Chacichorum) fou una tribu croata que es van assentar al segle xii en Omiš (Almissa). Els Kačić eren coneguts per la pirateria. En 1167, Kotor havia signat un contracte en el qual afirmava que estarien disposats a pagar-los tribut a canvi de navegació lliure. Una mica més tard, vora el 1190, Dubrovnik actua de manera similar; va accedir a pagar-los un tribut anual per a evitar ser saquejats. Al segle xiii, la República de Venècia va prendre possessió de Zadar i Dubrovnik, però va continuar la seva relació amb els Kačić fins al 1235.